# 波翁斯基公墓

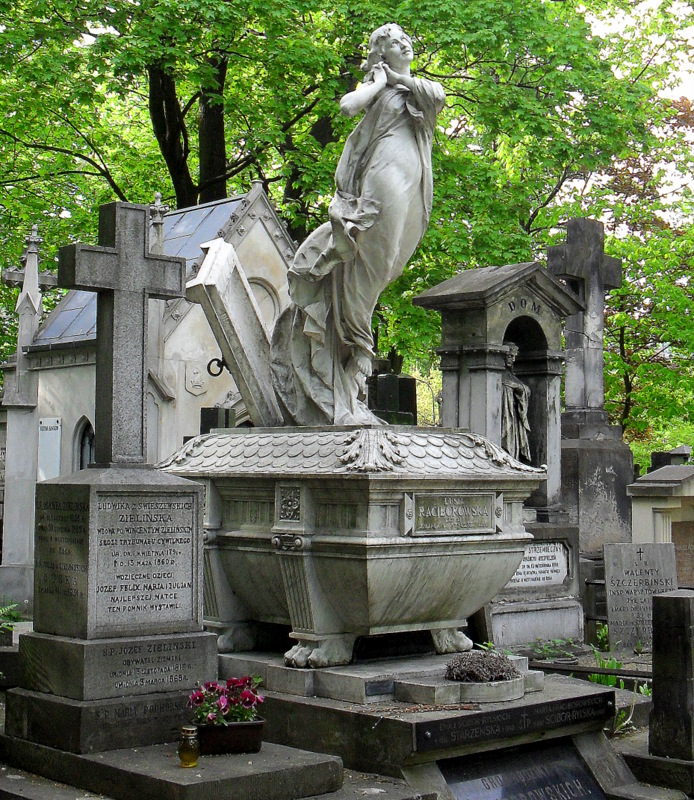
波翁斯基公墓

波翁斯基公墓（波蘭語：Cmentarz Powązkowski）是一座位于波兰首都华沙西部沃拉區的一座大墓地，建成于1790年。很多波兰历史名人都葬于此。2019年時，墓地內共有7萬塊墓碑，不過該墓地累計已埋葬100萬人。